# فیلم در ۲۰۰۰
سال ۲۰۰۰ در فیلم شامل چند رویداد مهم بود. پردرآمدترین فیلم در سراسر جهان مأموریت: غیرممکن ۲ بود. در آمریکای شمالی، گلادیاتور برنده جایزه اسکار بهترین فیلم و بهترین بازیگر (راسل کرو) شد. دایناسور گران‌ترین فیلم ۲۰۰۰ و یک موفقیت در گیشه بود.

## پرفروش‌ترین فیلم‌ها
ده فیلم پرفروش جهانی در ۲۰۰۰:
| رده | عنوان                       | پخش‌کننده       | فروش جهانی   |
| --- | --------------------------- | -------------- | ------------ |
| ۱   | مأموریت: غیرممکن ۲          | پارامونت       | $546,388,105 |
| ۲   | گلادیاتور                   | یونیورسال      | $460,583,960 |
| ۳   | دورافتاده                   | فاکس قرن بیستم | $429,632,142 |
| ۴   | آنچه زنان می‌خواهند          | پارامونت       | $374,111,707 |
| ۵   | دایناسور                    | دیزنی          | $349,822,765 |
| ۶   | چگونه گرینچ کریسمس را دزدید | یونیورسال      | $345,141,403 |
| ۷   | ملاقات با والدین            | یونیورسال      | $330,444,045 |
| ۸   | کاملاً طوفانی                | برادران وارنر  | $328,718,434 |
| ۹   | مردان ایکس                  | فاکس قرن بیستم | $296,339,527 |
| ۱   | آنچه در زیر است             | فاکس قرن بیستم | $291,420,351 |